# 第40回先進国首脳会議
第40回先進国首脳会議（だい40かいせんしんこくしゅのうかいぎ、英:40th G7 summit、通称:G7サミット）は当初、第40回主要国首脳会議（通称:G8サミット）として2014年6月4～5日にロシア・ソチで開催されることが予定されていた。
しかし、2014年クリミア危機やそれに伴うクリミア半島でのロシアの侵攻を受けてロシアのG8への参加停止やG8からの追放について話し合われ、その結果、同年3月24日、イギリスのデーヴィッド・キャメロン首相はクリミア危機のため会議はロシアでは行わないと発表し、ロシアを除く7カ国による首脳会議をベルギー・ブリュッセルで開催する旨が決定された。6月4日、G7サミットはブリュッセルで開催された。メディアはこれを第40回先進国首脳会議、あるいはG7サミットと称した。G8からG7へと戻ったのは1997年の第23回以来となる。
本来のG8サミット参加国は、フランス、アメリカ合衆国、イギリス、ドイツ、日本、イタリア、カナダ、ロシアの8カ国で、G8サミットには加えて欧州連合 (EU) の欧州理事会議長と欧州委員会委員長も出席する。今回の第40回G7サミットにはロシアを除く首脳が出席した。

## サミットの首脳

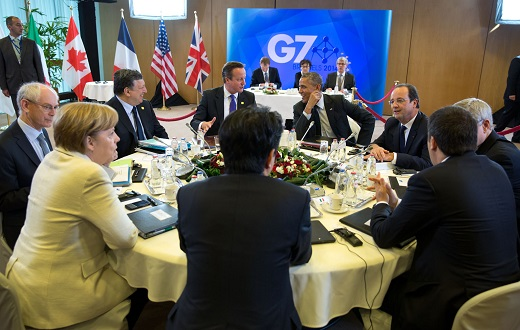
一堂に会した様子

参加した首脳は、G7加盟国の代表7名とEUの代表2名。 欧州委員会長は1981年以来、全ての会議や意思決定に出席している参加者である。
第40回先進国首脳会議 は、イタリア首相マッテオ・レンツィにとって初の首脳会談となった。

### 出席者
| G7首脳メンバー ホスト国とその代表は太字。 |                |                            |                      |
| 国・組織名                                | 国・組織名     | 代表者名                   | 役職名               |
| フランスの旗                              | フランス       | フランソワ・オランド       | 大統領               |
| アメリカ合衆国の旗                        | アメリカ合衆国 | バラク・オバマ             | 大統領               |
| イギリスの旗                              | イギリス       | デーヴィッド・キャメロン   | 首相                 |
| ドイツの旗                                | ドイツ         | アンゲラ・メルケル         | 首相                 |
| 日本の旗                                  | 日本           | 安倍晋三                   | 内閣総理大臣（首相） |
| イタリアの旗                              | イタリア       | マッテオ・レンツィ         | 首相                 |
| カナダの旗                                | カナダ         | スティーヴン・ハーパー     | 首相                 |
| 欧州連合の旗                              | 欧州連合       | ジョゼ・マヌエル・バローゾ | 委員会長             |
| 欧州連合の旗                              | 欧州連合       | ヘルマン・ファン・ロンパウ | 理事会議長           |

## 中止されたソチ・サミット
伝統的に、先進国首脳会議のホスト国は議題を設定する。ロシア大統領府長官セルゲイ・イワノフは、ロシアでのG8首脳会議（第40回）のための準備組織委員会長だった。首脳たちは次のG8首脳会議で新たな世界的脅威への対応に焦点を当てることが期待されていた。2014年ソチオリンピックの施設が、本来であればサミットの会場として使用される予定だった。
2014年のクリミア事案を受けて、イタリア、日本、ドイツ、カナダ、フランス、英国、米国そしてEUの理事会議長と委員会長は、ソチ・サミットへの参加を中止した。
G7各国の首脳は声明にて、ロシアのクリミア占領はG7の原則に反しており、国連憲章およびウクライナとの1997年基本合意（黒海艦隊の地位及び駐留条件に関する分割協定）に違反すると述べた。

## 結果
2014年6月4日、ブリュッセルで開催された（ロシアを除く）7カ国での先進国首脳会議で、G7各国の首脳は共同声明でロシア政府がウクライナの主権を継続的に侵害していると非難し、ウクライナでの行動に関してロシアにさらなる制裁を科す用意があると述べた。
2014年6月4-5日のG7先進国首脳会議は、3月のクリミア併合を受けてロシアが同グループから追放されて以来、最初のサミットである。

## 出席した首脳の写真一覧

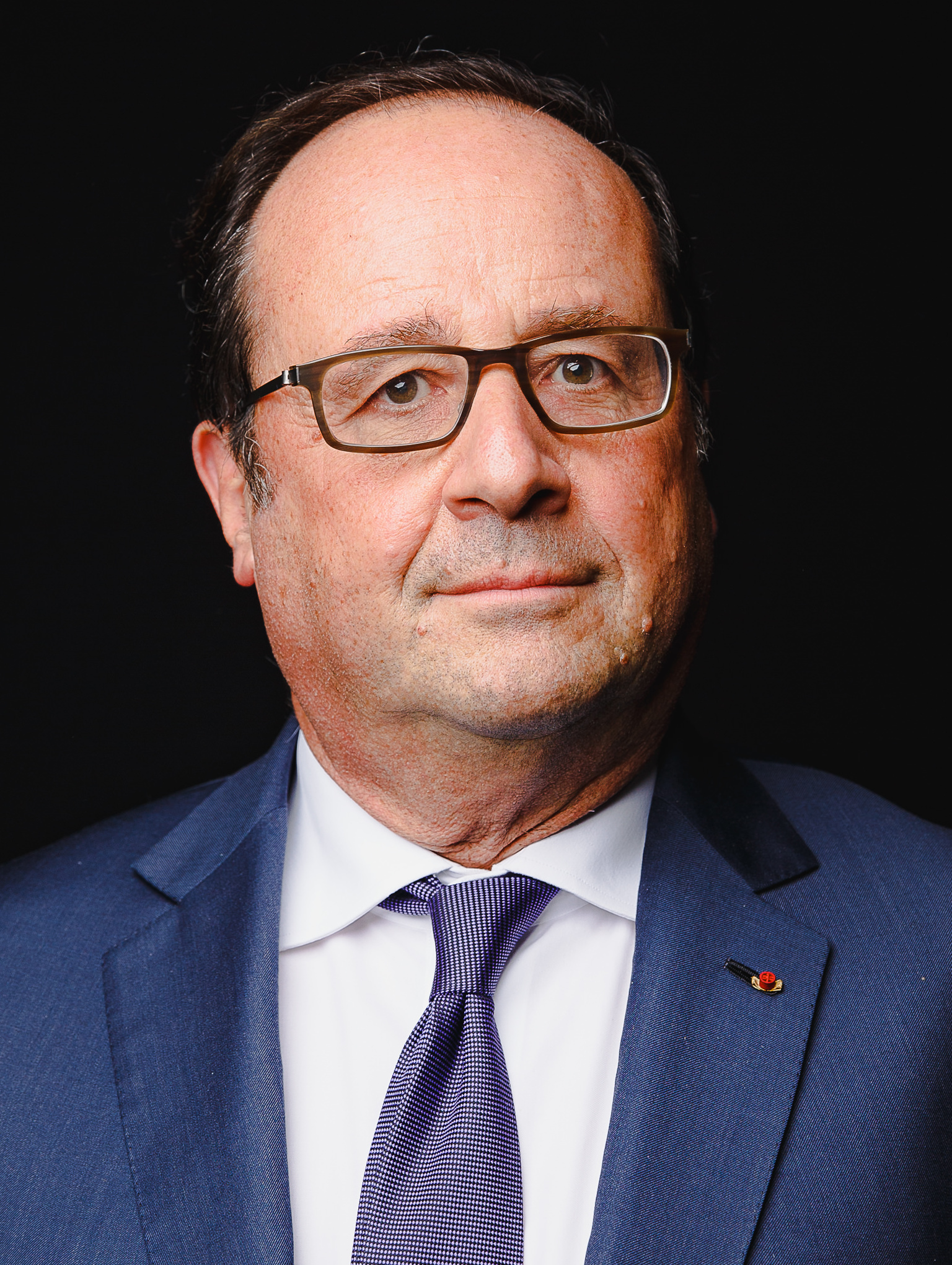
フランス フランソワ・オランド大統領
アメリカ合衆国 バラク・オバマ大統領
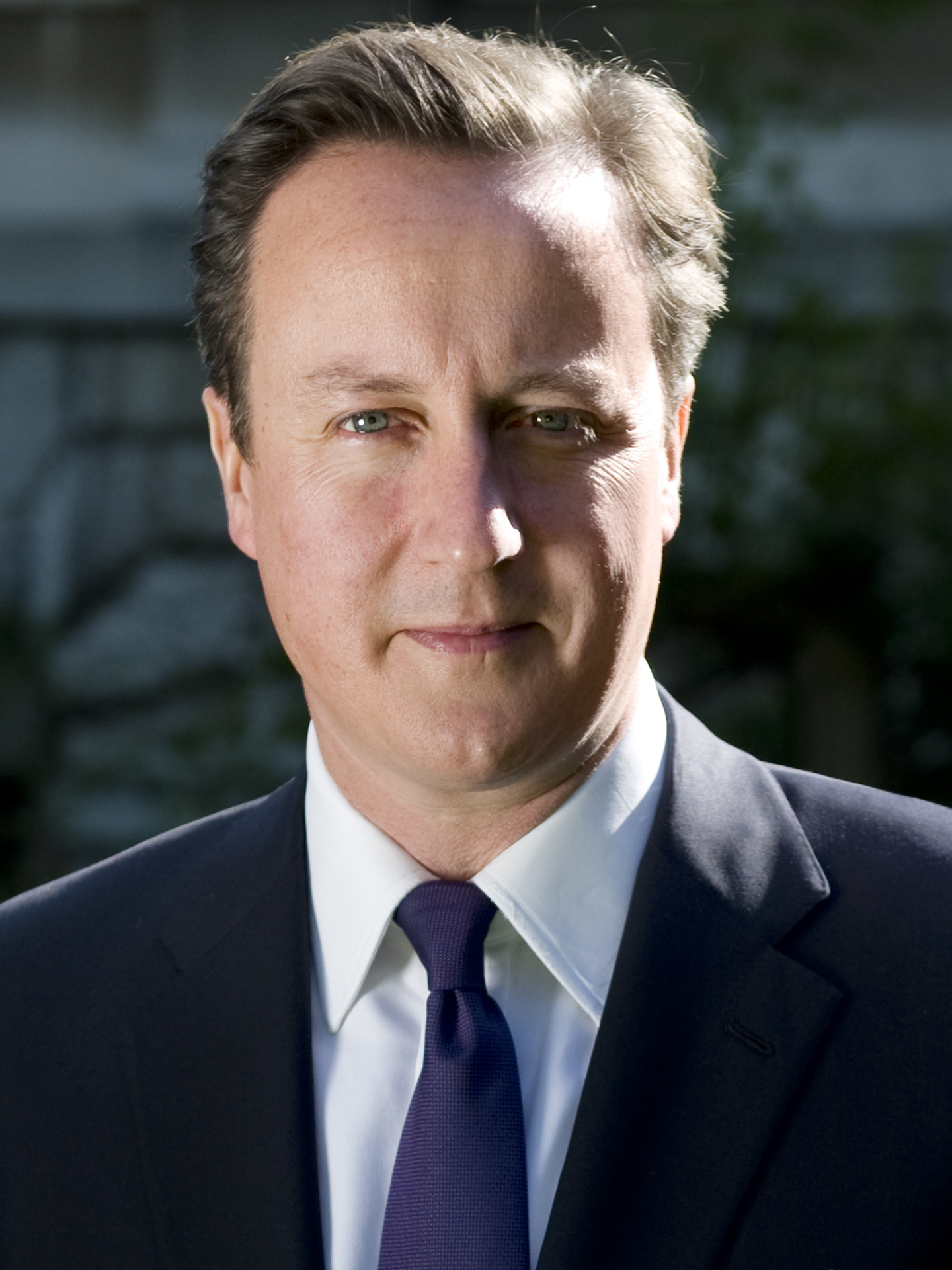
イギリス デーヴィッド・キャメロン首相
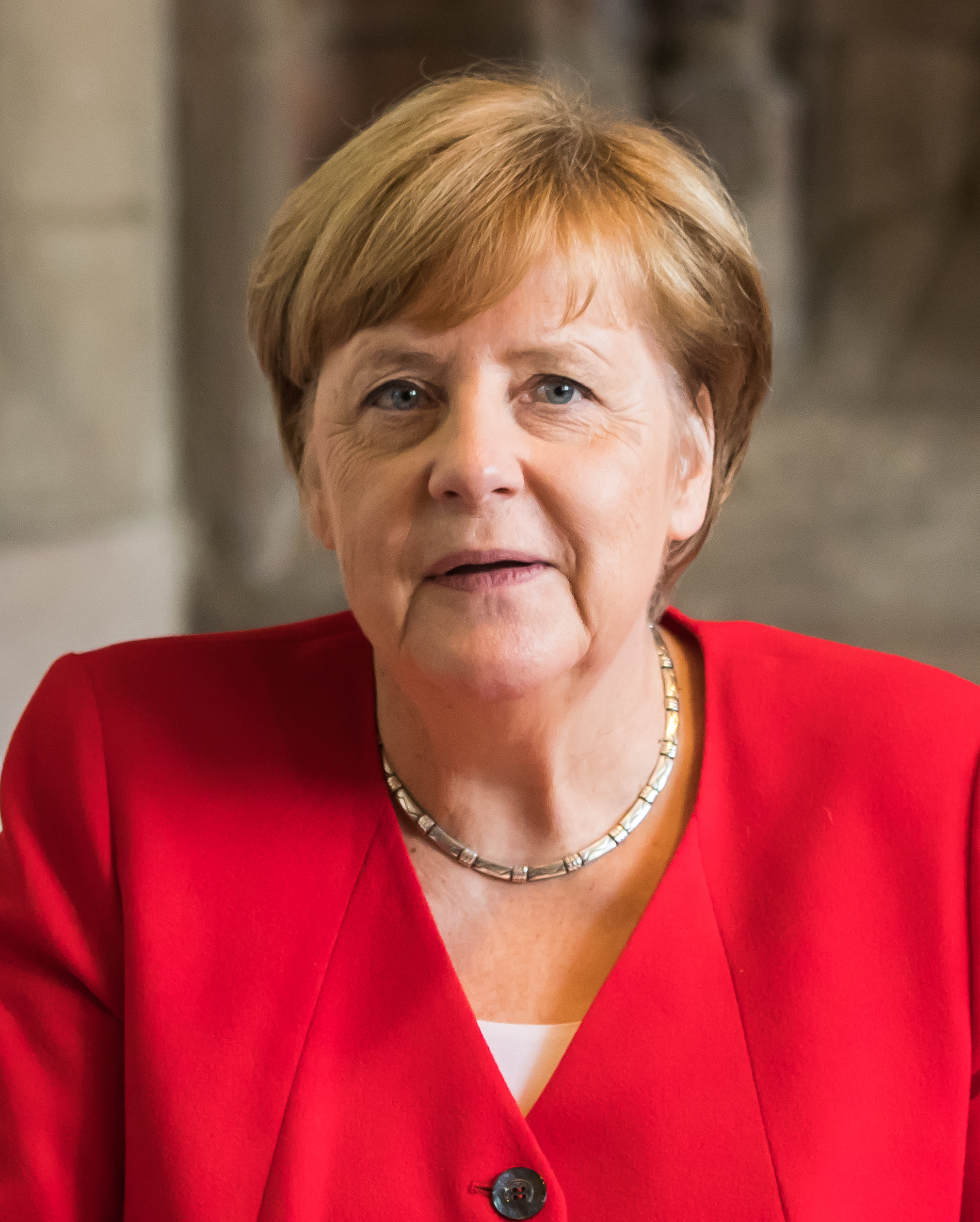
ドイツ アンゲラ・メルケル首相
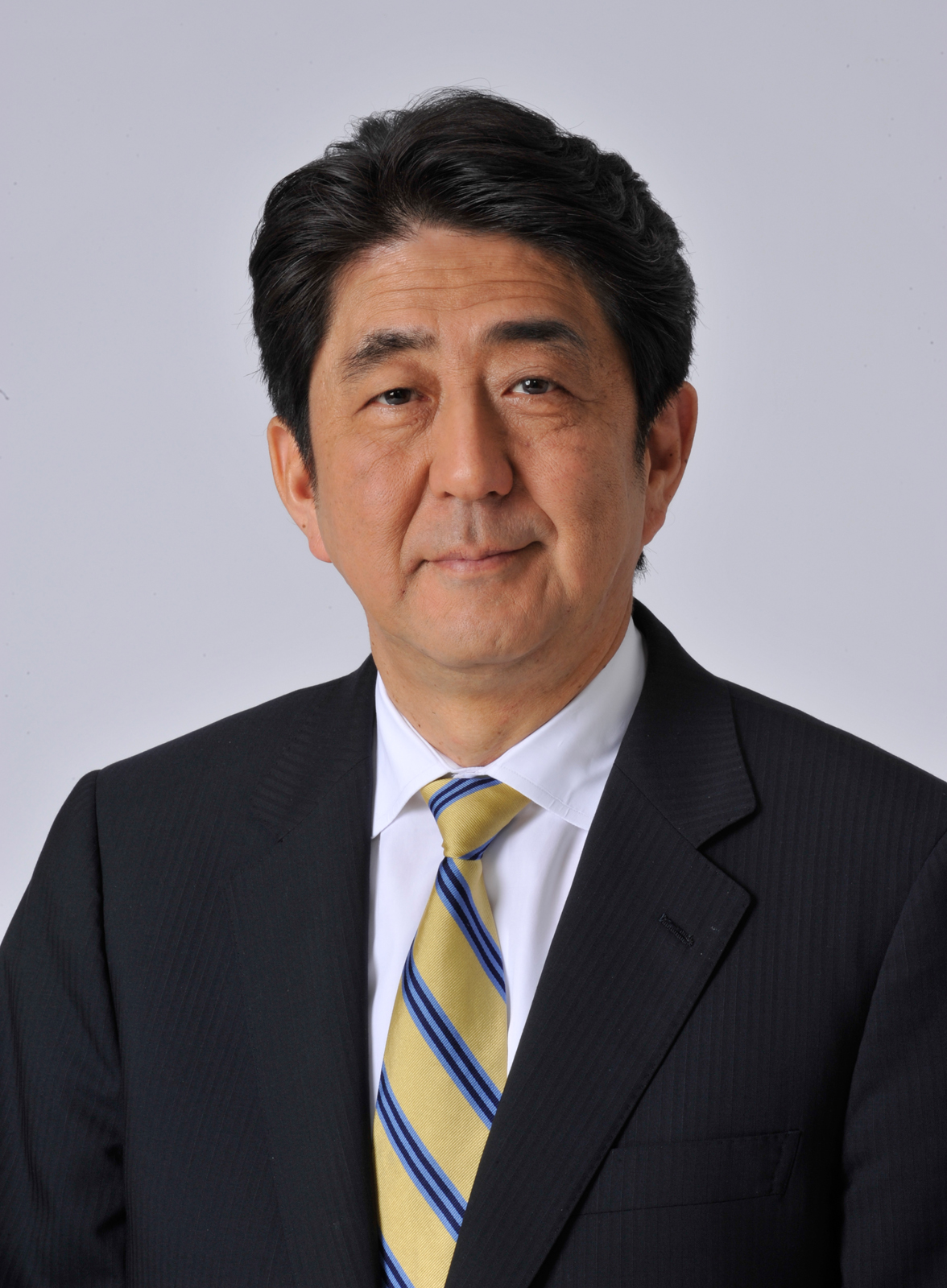
日本 安倍晋三首相
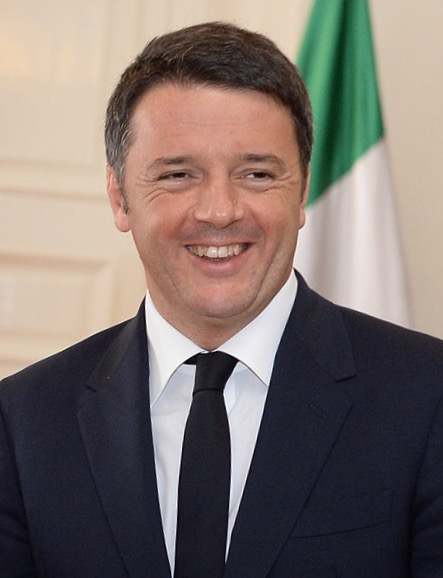
イタリア マッテオ・レンツィ首相
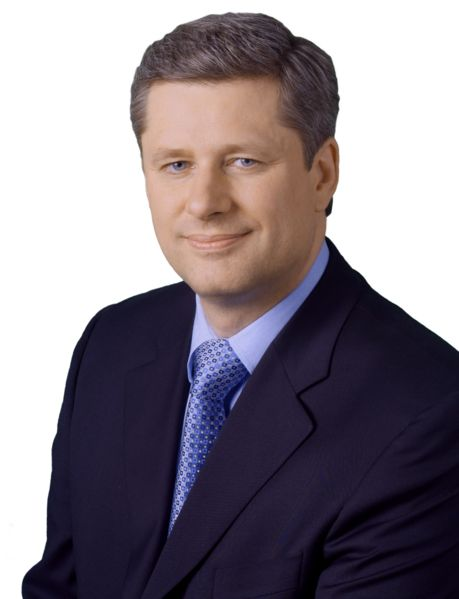
カナダ スティーヴン・ハーパー首相
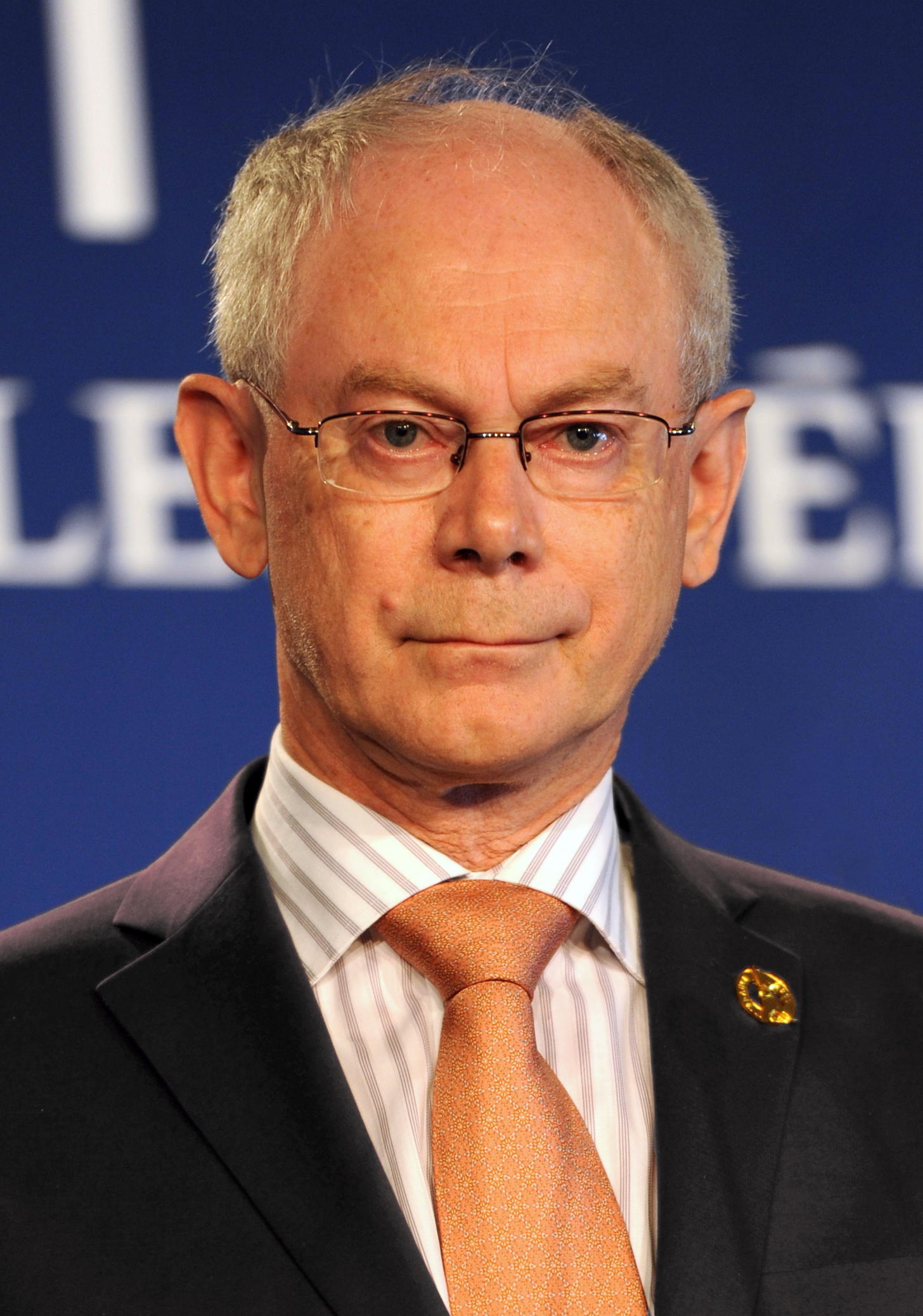
欧州連合 ヘルマン・ファン・ロンパウ欧州理事会議長
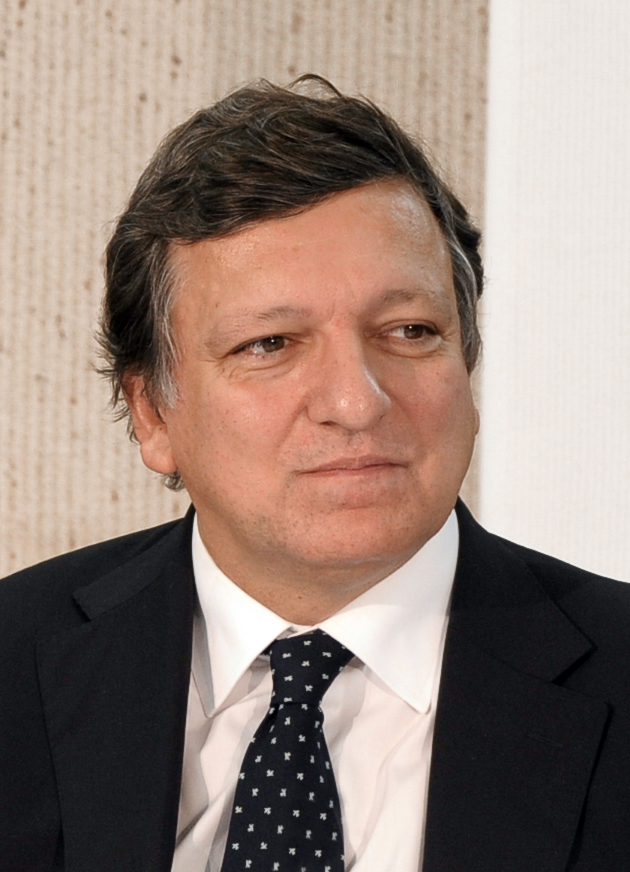
欧州連合 ジョゼ・マヌエル・バローゾ欧州委員会委員長